# Юниондейл (ЮАР)
Юниондейл (англ. Uniondale , африк. Uniondale ) — город в районном муниципалитете Гарден-Рут Западно-Капской провинции ЮАР. Входит в состав местного муниципалитета Джордж.

## Население
По данным переписи 2011 года, численность населения города составляла 4 525 человек. При площади города 18,9 кв. км, плотность населения — 239,36 чел. на кв. км. Количество домохозяйств — 1 118, плотность домохозяйств — 59,14 на кв. км. Половой состав: женщины — 52%, мужчины — 48%. Группы населения: цветные Южной Африки — 81%, белые южноафриканцы — 9%, народы банту Южной Африки — 9%. Родные языки: африкаанс — 95%.